# Kameroen op de Olympische Zomerspelen 1992
Kameroen nam deel aan de Olympische Zomerspelen 1992 in Barcelona, Spanje. Net als bij de vorige editie won het Afrikaanse land opnieuw geen medaille.

## Deelnemers en resultaten

### Atletiek
| Olympiër                                                   | Discipline      | Resultaat | Prestatie                                          |
| ---------------------------------------------------------- | --------------- | --------- | -------------------------------------------------- |
| Samuel Nchinda-Kaya                                        | 100m (m)        | 27e       | serie 2: 3de in 10,41 kwartfinale 2: 7de in 10,58  |
| Samuel Nchinda-Kaya                                        | 200m (m)        | 41e       | serie 2: 6de in 21,50                              |
| Paul Kuété                                                 | marathon (m)    | 46e       | 2:22.43                                            |
|                                                            |                 |           |                                                    |
| Monique Kengné                                             | 100m (v)        | 44e       | serie 2: 7de in 12,12                              |
| Georgette N'Koma                                           | 200m (v)        | 30e       | serie 7: 6de in 23,85 kwartfinale 2: 8ste in 24,06 |
| Susie Tanéfo                                               | 400m (v)        | 30e       | serie 4: 6de in 53,37 kwartfinale 3: 7de in 53,78  |
| Louisette Thobi                                            | 100m horden (v) | 34e       | serie 3: 8ste in 14,37                             |
| Léone Mani Georgette N'Koma Monique Kengné Louisette Thobi | 4x100m (v)      | 13e       | serie 1: 7de in 44,97                              |

### Gewichtheffen
| Olympiër               | Discipline  | Resultaat | Prestatie                                                          |
| ---------------------- | ----------- | --------- | ------------------------------------------------------------------ |
| Alphonse Hercule Matam | -82,5kg (m) | 27e       | trekken: 26ste met 137,5kg stoten: 24ste met 170kg totaal: 307,5kg |

Albanië · Algerije · Amerikaanse Maagdeneilanden · Amerikaans-Samoa · Andorra · Angola · Antigua en Barbuda · Argentinië · Aruba · Australië · Bahama's · Bahrein · Bangladesh · Barbados · België · Belize · Benin · Bermuda · Bhutan · Bolivia · Bosnië en Herzegovina · Botswana · Brazilië · Britse Maagdeneilanden · Bulgarije · Burkina Faso · Canada · Centraal-Afrikaanse Republiek · Chili · China · Chinees Taipei · Colombia · Congo-Brazzaville · Cookeilanden · Costa Rica · Cuba · Cyprus · Denemarken · Djibouti · Dominicaanse Republiek · Duitsland · Ecuador · Egypte · El Salvador · Equatoriaal-Guinea · Estland · Ethiopië · Fiji · Filipijnen · Finland · Frankrijk · Gabon · Gambia · Gezamenlijk team · Ghana · Grenada · Griekenland · Groot-Brittannië · Guam · Guatemala · Guinee · Guyana · Haïti · Honduras · Hongarije · Hongkong · Ierland · IJsland · India · Indonesië · Irak · Iran · Israël · Italië · Ivoorkust · Jamaica · Japan · Jemen · Jordanië · Kaaimaneilanden · Kameroen · Kenia · Koeweit · Kroatië · Laos · Lesotho · Letland · Libanon · Libië · Liechtenstein · Litouwen · Luxemburg · Madagaskar · Malawi · Malediven · Maleisië · Mali · Malta · Marokko · Mauritanië · Mauritius · Mexico · Monaco · Mongolië · Mozambique · Myanmar · Namibië · Nederland · Nederlandse Antillen · Nepal · Nicaragua · Nieuw-Zeeland · Niger · Nigeria · Noord-Korea · Noorwegen · Oeganda · Oman · Oostenrijk · Pakistan · Panama · Papoea-Nieuw-Guinea · Paraguay · Peru · Polen · Portugal · Puerto Rico · Qatar · Roemenië · Rwanda · Saint Vincent‑Grenadines · Salomonseilanden · Samoa · San Marino · Saoedi-Arabië · Senegal · Seychellen · Sierra Leone · Singapore · Slovenië · Soedan · Spanje · Sri Lanka · Suriname · Swaziland · Syrië · Tanzania · Thailand · Togo · Tonga · Trinidad en Tobago · Tsjaad · Tsjecho-Slowakije · Tunesië · Turkije · Uruguay · Vanuatu · Venezuela · Verenigde Arabische Emiraten · Verenigde Staten · Vietnam · Zaïre · Zambia · Zimbabwe · Zuid-Afrika · Zuid-Korea · Zweden · Zwitserland · Onafhankelijke olympische deelnemers